# Distrikt Galizien

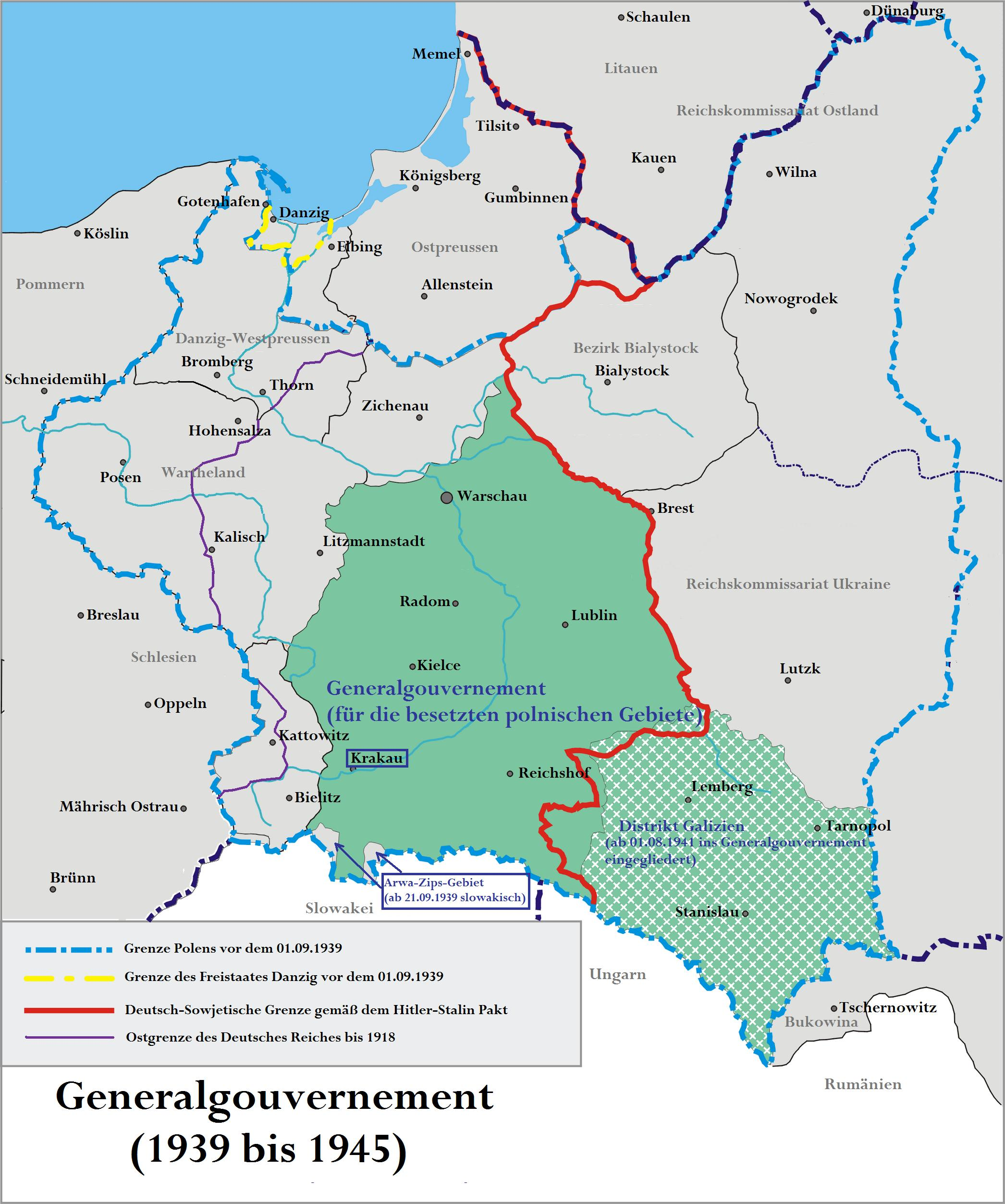
Lage des Distriktes Galizien innerhalb des Generalgouvernements (schraffiert dargestellt)

Distrikt Galizien (1941–1944) bezeichnet üblicherweise ein vom Deutschen Reich während des Zweiten Weltkrieges besetztes, aber nicht in das Reichsgebiet eingegliedertes Gebiet der Sowjetunion. Das Gebiet wurde nach dem deutschen Angriff auf die Sowjetunion ab Juni 1941 vom Deutschen Reich besetzt. Als CdZ-Gebiet wurde es ein Teil des Generalgouvernements. Der Distrikt Galizien wurde analog zu den bereits im Generalgouvernement bestehenden Distrikten Distrikt Krakau, Lublin, Radom und Warschau gebildet und offiziell am 1. August 1941 eingerichtet.

## Geschichte
Das Gebiet gehörte bis 1939 der Republik Polen an und wurde nach dem 17. September 1939 aufgrund des Ribbentrop-Molotow-Paktes zunächst von der Sowjetunion annektiert und nach dem deutschen Angriff auf die Sowjetunion ab Juni 1941 vom Deutschen Reich besetzt.
Zum Gouverneur des Distrikts Galizien wurde am 1. August 1941 Karl Lasch ernannt. Mit der Eingliederung des neuen Distrikts Galizien in das Generalgouvernement wurde die Ostbahn-Bezirksdirektion Galizien errichtet. Diese übernahm am 1. Dezember 1941 das Streckennetz von der Haupteisenbahndirektion Kiew.
Lasch wurde am 6. Januar 1942 von seinem Gouverneursamt beurlaubt. Am 22. Januar 1942 wurde SS-Brigadeführer Otto Wächter Gouverneur des Distrikts. Wächter ist direkt für mindestens eine halbe Million Holocaust-Opfer in seinem Verwaltungsgebiet verantwortlich. Nach dem Krieg vor allem von Fritz Katzmann aufgestellte Behauptungen, dass er angeblich als Zivilverwaltungsleiter nichts mit dieser Aktion zu tun gehabt hätte, werden als durchschaubare Schutzbehauptungen historisch entsprechend eingeordnet. Wächter erwirkte ab 1943 Aufstellung der 14. Waffen-Grenadier-Division der SS (galizische Nr. 1), bestehend aus ukrainischen Freiwilligen.
Der Distrikt Galizien wurde im Sommer 1944 im Zuge der Lwiw-Sandomierz-Operation von der Roten Armee eingenommen.

## Distriktverwaltung
- Der Gouverneur des Distrikts Galizien:
  - Karl Lasch: 1. August 1941–6. Januar 1942
  - SS-Brigadeführer Otto Wächter: 22. Januar 1942–1944
  - Dienstsitz: Lemberg
- Der Amtschef:
  - Regierungsrat Ludwig Losacker
  - Josef Brandl (kommissarisch ab 1944)

- Der SS- und Polizeiführer:
  - Friedrich Katzmann
  - Theobald Thier
  - Christoph Diehm
  - Dienstsitz: Lemberg

- Kommandeur der Ordnungspolizei:
  - Paul Worm
  - Joachim Stach
  - Walter von Soosten
  - Gustav Schubert

- Kommandeur der Gendarmerie:
  - Oberstleutnant der Gendarmerie Franz Gansinger

- Kommandeure der Sicherheitspolizei und des SD:
  - Helmut Tanzmann
  - Josef Witiska

Ämter und Abteilungen entsprechen dem Aufbau der Regierung des Generalgouvernements.

## Stadt- und Kreishauptleute im Distrikt Galizien
| Stadt- oder Kreishauptmannschaft | Amtszeit                                                                                    | Stadt- oder Kreishauptmann                                              |
| -------------------------------- | ------------------------------------------------------------------------------------------- | ----------------------------------------------------------------------- |
| Brzeżany                         | August 1941 bis 8. Februar 1943 Februar 1943 bis 20. Juli 1944                              | Hans-Adolf Asbach Werner Becker                                         |
| Czortków                         | 1. August 1941 bis 20. April 1942 20. April 1942 bis Februar 1944                           | Gerhard Littschwager Hans Kujath                                        |
| Drohobycz                        | 1. August 1941 bis 17. Juni 1942 Juni 1942 bis Juli/August 1944                             | Eduard Jedamzik Hermann Görgens                                         |
| Horodenka                        | August 1941 bis 1. April 1942                                                               | Johann Hack                                                             |
| Kalusch/Kałusz                   | Ende August 1941 bis 20. März 1942 21. März 1942 bis 31. Juli 1943                          | Friedrich Gercke Karl-Hans Broschegg                                    |
| Kamionka Strumiłowa              | 10. August 1941 bis Ende Dezember 1942 1. Januar 1943 bis Juli 1944                         | Wilhelm Rebay von Ehrenwiesen Joachim Nehring                           |
| Kolomyja/Kolomea                 | 1. August 1941 bis Juni/Juli 1942 Mitte 1942 bis August 1943 August 1943 bis März 1944      | Claus Peter Volkmann Herbert Gorgon Bernhard von Trotha                 |
| Lemberg-Land                     | 1. Oktober 1941 bis Januar 1942 1941/42 ab Ende 1942 bis Februar/März 1943 zeitweilige      | Berthold Pütter Otto Bauer Joachim Freiherr von der Leyen Werner Becker |
| Lemberg-Gródek                   | 15. September 1941 bis Januar 1942 16. Januar 1942 bis März 1942                            | Wilhelm Stockheck Berthold Pütter                                       |
| Rawa-Ruska                       | August 1941 bis Februar 1942 März 1942 bis 24. Juli 1944                                    | Hans-Walter Zinser Gerhard Hager                                        |
| Sambor                           | 15. August 1941 bis März 1942 März 1942 bis 1. Oktober 1942 Oktober 1942 bis Ende Juli 1943 | Mogens von Harbou Hans-Walter Zinser Karl-Georg Emmrich                 |
| Stanisławów/Stanislau            | 7. August 1941 bis 23. September 1944                                                       | Gustav Albrecht                                                         |
| Stryj                            | August 1941 bis Juli 1944                                                                   | Viktor von Dewitz                                                       |
| Tarnopol                         | 1. Oktober 1941 bis Ende Februar 1942 April 1942 bis April 1944                             | Gerhard Hager Mogens von Harbou                                         |
| Złoczów                          | August 1941 bis Januar 1943 6. Januar 1943 bis zur Räumung                                  | Hans Mann Otto Wendt                                                    |
| Lemberg (Stadt)                  | August 1941 bis Februar 1942 5. Februar 1942 bis zur Räumung                                | Hans Kujath Egon Höller (Stellvertreter: Wilhelm Hallbauer)             |

1. ↑  Zum 1. April 1942 aufgelöst.
2. ↑  1943 aufgelöst.
3. ↑  Im März 1942 aufgelöst.